# والپارایسو (فلوریدا)
والپارایسو (به انگلیسی: Valparaiso) شهری در شهرستان اوکالوسا ایالت فلوریدا است که در سال ۱۹۲۱ بنیان‌گذاری شده‌است. این شهر طبق سرشماری سال ۲۰۱۰ میلادی، ۵٬۰۳۶ نفر جمعیت داشته و مساحت آن نیز ۳۳٫۰ کیلومتر مربع است.